# Коротково (Московская область)
Коро́тково — деревня в Орехово-Зуевском муниципальном районе Московской области. Входит в состав сельского поселения Новинское. Население — 172 чел. (2010).

## География
Деревня Коротково расположена в западной части Орехово-Зуевского района, примерно в 11 км к югу от города Орехово-Зуево. В 0,3 км к востоку от деревни протекает река Оботь. Высота над уровнем моря 123 м. Ближайший населённый пункт — город Ликино-Дулево. Рядом с деревней находится Дулёвский красочный завод.

## Название
По одной версии, название связано с некалендарным личным именем Короткой. По другой, основанной на местной легенде — оно возникло от того, что через эту деревню проходила самая короткая дорога.

## История
В 1926 году деревня являлась центром Коротковского сельсовета Запонорской волости Орехово-Зуевского уезда Московской губернии.
С 1929 года — населённый пункт в составе Орехово-Зуевского района Орехово-Зуевского округа Московской области, с 1930-го, в связи с упразднением округа, — в составе Орехово-Зуевского района Московской области.
До муниципальной реформы 2006 года Коротково входило в состав Новинского сельского округа Орехово-Зуевского района.

## Население
В 1926 году в деревне проживало 628 человек (309 мужчин, 319 женщин), насчитывалось 114 хозяйств, из которых 100 было крестьянских. По переписи 2002 года — 186 человек (77 мужчин, 109 женщин).
| 1926 | 2002 | 2006 | 2010 |
| ---- | ---- | ---- | ---- |
| 628  | ↘186 | ↘182 | ↘172 |

## Экономика
В деревне развито сельское хозяйство. На северной окраине деревни, у границы с Ликино-Дулёво, расположен крупный строительный торговый центр.